# 物部薫郎
物部 薫郎（もののべ / ものべ くんろう、1901年（明治34年）2月1日 - 1977年（昭和52年）2月3日）は、日本の内務・厚生官僚。長野県知事。旧姓は平松。

## 経歴
岡山県川上郡湯野村（現在の高梁市備中町東油野）出身。平松瀧之助の三男として生まれ、同郡平川村、物部真一の養子となる。岡山県第一岡山中学校、第六高等学校を卒業。1924年11月、文官高等試験行政科試験に合格。1925年、東京帝国大学法学部法律学科を卒業。内務省に入省し東京府属となる。
以後、石川県学務課長、長野県学務部長、厚生書記官・失業対策部事業課長、同衛生局保健課長、内務省監査官、内務書記官・防空局企画課長兼整備課長、愛知県部長・経済部長などを経て、同県内務部長となる。
1945年10月、長野県知事に就任。同年11月の通常県会で県官吏の戦争責任を追及され、「政府方針、県の方針に従って実行した官吏には、戦争責任はない」と発言して批判を受けた。1947年3月、同県知事選挙に出馬のため知事を辞任したが落選した。その後、1951年まで衆議院行政監察特別委員会事務局長を務めた。

## 親族
- 長兄 平松俊太郎（旧倉敷市長）[1]